# Константинов, Алексей Алексеевич
Алексе́й Алексе́евич Константи́нов (1728—1808) — педагог, переводчик, личный библиотекарь императрицы Екатерины II. Зять Михаила Васильевича Ломоносова.

## Биография
Родился в Брянске в семье протопопа, грека по происхождению. Образование получил в Киево-Могилянской академии. В 1750 году поступил в Академический университет. В 1754 году получил звание магистра.
Занимался переводами сочинений немецких просветителей. С 1756 года в должности адъюнкта преподавал языки в благородной гимназии при Московском университете, позднее — в Академии художеств. В 1762 году взошедшая на трон Екатерина II назначила Константинова своим личным библиотекарем. Оставался в должности до 1773 года. В отставку вышел в чине коллежского советника.

## Семья
3 сентября 1766 года женился на дочери Михаила Васильевича Ломоносова Елене Михайловне (1749—1772). Дети:
- Алексей (ок. 1767—1814)
- Софья (1769—1844) — жена генерала Николая Николая Раевского
- Елизавета (12.11.1770 — ?), крестница Григория Александровича Потёмкина и графини Анны Карловны Воронцовой[4]
- Анна (ок. 1772—1864)
- Екатерина (03.04.1771—25.04.1846)